# Ôn (họ)
Ôn là một họ của người Trung Quốc (chữ Hán: 温, Bính âm: Wen) và Triều Tiên (Hangul: 온; Romaja quốc ngữ: On). Trong danh sách Bách gia tính họ này xếp thứ 321.

## Người Trung Quốc họ Ôn nổi tiếng
- Ôn Đình Quân, thi sĩ thời nhà Đường
- Ôn Kiệu, thứ sử Giang Châu thời nhà Tấn
- Ôn Gia Bảo, thủ tướng Trung Quốc
- Ôn Thụy An, nhà văn chuyên viết tiểu thuyết kiếm hiệp của Đài Loan
- Ôn Bích Hà, diễn viên Hồng Kông
- Ôn Triệu Luân, diễn viên Hồng Kông
- Ôn Minh Na, nữ diễn viên Hoa Kỳ
- Ôn Quốc Khải, thủ bị Sơn Tây trong bộ phim dã sử Tể tướng Lưu gù